# Volley-Ball Nantes 2021-2022
Questa voce raccoglie le informazioni riguardanti il Volley-Ball Nantes nelle competizioni ufficiali della stagione 2021-2022.

## Organigramma societario
Area direttiva
- Presidente: Monique Bernard
- Team manager: Sylvain Quinquis

Area tecnica
- Allenatore: Cyril Ong
- Allenatore in seconda: Guillaume Olivaud-Desiles

## Rosa
| N° | Nome              | Ruolo | Data di nascita   | Nazionalità sportiva |
| -- | ----------------- | ----- | ----------------- | -------------------- |
| 1  | Vanessa Agbortabi | S     | 4 dicembre 1998   | Germania             |
| 2  | Jaelyn Keene      | C     | 17 agosto 1995    | Stati Uniti          |
| 3  | Kanami Tashiro    | P     | 25 marzo 1991     | Giappone             |
| 4  | Romy Taleux       | P     | 2 gennaio 2003    | Francia              |
| 5  | Suvi Kokkonen     | S     | 1º febbraio 2000  | Finlandia            |
| 6  | Lilou Mossan      | P     | 20 febbraio 2003  | Francia              |
| 7  | Sanja Bursać      | S     | 10 gennaio 1990   | Serbia               |
| 8  | Ambre Tomczyk     | P     | 27 aprile 2002    | Francia              |
| 9  | Emma Le Roux      | L     | 10 gennaio 2000   | Francia              |
| 10 | Lauren Schad      | S     | 6 gennaio 1995    | Stati Uniti          |
| 11 | Juliette Villette | S     | 2 novembre 2002   | Francia              |
| 12 | Lou Meyer         | S     | 21 aprile 2002    | Francia              |
| 14 | Rebecka Lazić     | S     | 24 settembre 1994 | Svezia               |
| 15 | Megan Jacobsen    | C     | 27 maggio 1998    | Stati Uniti          |
| 16 | Anaïs Tiffon      | S     | 30 luglio 2000    | Francia              |
| 17 | Tessa Grubbs      | O     | 10 agosto 1998    | Stati Uniti          |
| 18 | Gloria Taofifenua | O     | 7 ottobre 2003    | Francia              |